# HD 176582
HD 176582 — звезда в созвездии Лиры. Находится на расстоянии 981 световой год (301 парсек) от Земли. Относится к бело-голубым звёздам главной последовательности, переменным звёздам.

## Характеристики
HD 176582 представляет собой звезду спектрального класса B5V. HD 176582 видна невооружённым глазом, поскольку имеет видимую звёздную величину +6.40. Температура HD 176582 составляет 16990 кельвинов. Период изменения блеска 1,58 земных суток.